# Aucamville (Alta Garonna)
Aucamville è un comune francese di 8 015 abitanti situato nel dipartimento dell'Alta Garonna nella regione dell'Occitania.

## Storia

### Simboli
Lo stemma comunale si blasona:

## Società

### Evoluzione demografica
Abitanti censiti